# Waterkrachtcentrale Braskereidfoss
De Waterkrachtcentrale Braskereidfoss is een waterkrachtcentrale gebouwd in 1978 in de rivier Glomma gelegen in de gemeente Våler in de provincie Innlandet in Noorwegen. 
Hij heeft een geïnstalleerd vermogen van 40 MW, met een gemiddelde jaarlijkse productie van ongeveer 170 GWh.
Op 9 augustus 2023 tijdens storm Hans werd de dam beschadigd. Eerst was er een storing in het elektriciteitsnet op het station. Dit zorgde ervoor dat de aggregaten in de energiecentrale stopten en het water achter de dam begon te stijgen. De sluisdeuren die open moesten gaan om het water te laten passeren, werkten niet, en dus stroomde het water over de dam en drong door in beide stations. Later die dag stortten delen van de dam in.